# Elachistocleis surumu
Espèce
Statut de conservation UICN

 DD  : Données insuffisantes
Elachistocleis surumu est une espèce d'amphibiens de la famille des Microhylidae.

## Répartition
Cette espèce est endémique du Roraima au Brésil. Sa présence est incertaine au Venezuela et au Guyana.

## Publication originale
- Caramaschi, 2010 : Notes on the taxonomic status of Elachistocleis ovalis (Schneider, 1799) and description of five new species of Elachistocleis Parker, 1927 (Amphibia, Anura, Microhylidae). Boletim do Museu Nacional Nova Serie Rio de Janeiro, Brasil, vol. 527, p. 1-30.